# Dömsöd vasútállomás
Dömsöd vasútállomás egy Pest vármegyei vasútállomás Dömsöd településen, a MÁV üzemeltetésében. A település központjától bő 7 kilométerre keletre fekszik, az 52 305-ös számú mellékút vasúti keresztezése mellett, alig néhány lépésre a szomszédos Apaj községnek nemcsak a határvonalától, de belterületének nyugati széléről is; ennélfogva ma sokkalta inkább tekinthető Apaj, mint Dömsöd kiszolgáló állomásának.

## Vasútvonalak
Az állomást az alábbi vasútvonalak érintik:
- Budapest–Kelebia-vasútvonal

## Kapcsolódó állomások
A vasútállomáshoz az alábbi állomások vannak a legközelebb:
- Kiskunlacháza vasútállomás (Budapest–Kelebia-vasútvonal)
- Kunszentmiklós-Tass vasútállomás (Budapest–Kelebia-vasútvonal)

## Megközelítése tömegközlekedéssel
Helyközi busz:  649, 669

## Forgalom
| Járat | Útvonal | Gyakoriság |
| ----- | --- | ---------- |
|       | A vonalon a vasúti szolgáltatás szünetel, a vonatok helyett a Volánbusz járatai közlekednek. A legközelebbi buszmegálló: Dömsöd, vasútállomás bejárati út |            |